# Simon Cameron
Simon Cameron (Maytown, 8 marzo 1799 – Maytown, 26 giugno 1889) è stato un politico statunitense.

## Biografia
Fu il ventiseiesimo segretario alla Guerra degli Stati Uniti,  durante la presidenza di Abraham Lincoln, il 16º presidente degli Stati Uniti d'America. Nato nello stato della Pennsylvania, i suoi genitori furono Charles Cameron e Marth Pfoutz.
Rimase orfano all'età di nove anni diventando in seguito un apprendista di Andrew Kennedy. Sposò Margaret Brua Cameron da cui ebbe un figlio, James Donald Cameron (14 maggio 1833 - 30 agosto 1918) fu anch'egli segretario alla Guerra.